# Nabisco
Nabisco, cujo nome advém das iniciais de National Biscuit Company, é uma empresa estadunidense fabricante de biscoitos e outros tipos de doces. Sediada em East Hanover, Nova Jérsei, foi fundada em 1898, após a fusão de várias empresas regionais fabricantes de biscoitos. Em junho de 2000, foi comprada pela Altria por 14,9 bilhões de dólares e foi fundida com a Kraft Foods e assim tornou-se uma subsidiária da segunda maior empresa de alimentos do mundo.